# Omar Epps
Omar Hashim Epps (Nova York, Nova York, 23 de juliol del 1973) és un actor i músic estatunidenc.

## Biografia
Aquest actor es va fer conèixer pel paper del metge resident "doctor Dennis Grant" a la sèrie ER, personatge que mor atropellat per un tren. Posteriorment, l'ha fet famós el paper del neuròleg Eric Foreman a la sèrie televisiva House, MD.
A més a més, pertany a un grup de rap anomenat Wolfpak, format per ell i el seu germà l'any 1991. Als 10 anys, Epps ja escrivia guions cinematogràfics, posteriorment va anar a la Fiorello H. LaGuardia High School of Music & Art and Performing Arts a la ciutat de Nova York. Amb la seva companya sentimental (i cantant) Keisha Spiveyé té una filla, K'mari.

## Filmografia
Les seves pel·lícules més destacades són:
- Juice - (1992)
- Llops universitaris (The Program) - (1993)
- Major League II - (1994)
- Higher Learning - (1995)
- Els col·legues del barri (Don't Be a Menace to South Central While Drinking Your Juice in the Hood) (1995)
- Blossoms and Veils - (1997)
- Scream 2 - (1997)
- In Too Deep - (1999)
- The Wood - (1999)
- The Mod Squad - (1999)
- Breakfast of Champions - (1999)
- Dracula 2000 - (2000)
- Brother - (2000)
- Love & Basketball - (2000)
- Perfume - (2001)
- Big Trouble - (2002)
- Alfie - (2004)
- Against the Ropes - (2004)
- Dr. House - (204-2012)
- 3022 (2019)